# Цха

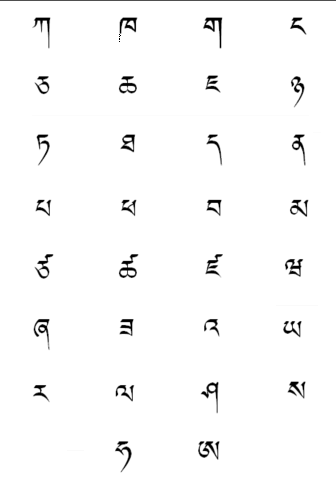

Цха (Вайли tsha) — 18-я буква тибетского алфавита, может быть только слогообразующей.
Транскрипция: Семичов — цха, Рерих — ца, Шмидт — тца. Графически — буква чха с контактным диакритическим знаком ца-тхру
Числовое соответствие: цха — 18, цхи — 48, цху — 78, цхэ — 108, цхо — 138.

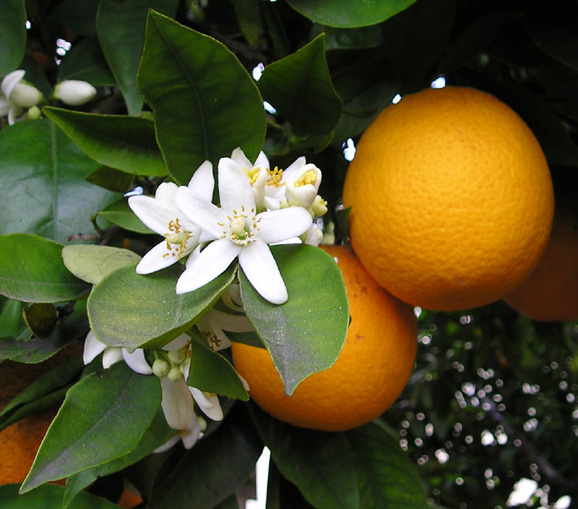
Цхалума — апельсин
Цхек —  — точка
Цха рукописное (умэ)
Цха пхакпа

## Инициали
- Маоцхацха —

- Аоцхацха —